# Lingua francese antica
Il francese antico o lingua d'oïl (langue d'oïl) è la più antica forma attestata della lingua francese, parlata nei territori che coprono approssimativamente la parte settentrionale della moderna Francia e parti dei moderni Belgio e Svizzera, all'incirca dal 900 al 1300.
La denominazione langue d'oïl serviva per distinguerla dalla lingua occitana antica (detta anche "lingua d'oc", in francese langue d'oc), che veniva parlata nel sud della moderna Francia.
Le lingue moderne derivate dal francese antico prendono il nome collettivo di lingue d'oïl.

## Grammatica e fonologia

### Influenze storiche

#### Gallico
Il gallico, uno dei sopravvissuti delle lingue celtiche continentali dei tempi romani, si estinse lentamente durante i lunghi secoli della dominazione romana. Solo una manciata (approssimativamente 200) di parole galliche sopravvivono nel francese antico, ad esempio bièvre ‘castoro’, brif ‘talento, astuzia’, grenon ‘baffi’, muchier ‘nascondere’, seüs ‘segugio’ e seuwe ‘soga, fune’. Meno di duecento parole nel francese moderno hanno etimologia gallica; Delamarre (2003, pp. 389–90) ne elenca 167. A causa dell'espansione dell'Impero romano, il latino cominciò ad essere parlato più spesso, il che spiega la limitata influenza e longevità del gallico.

#### Latino
In un certo senso, l'antico francese cominciò quando l'Impero romano conquistò la Gallia durante le campagne di Giulio Cesare, che verso il 51 a.C. erano quasi complete. I Romani introdussero il latino nella Francia meridionale verso il 120 a.C. (durante le guerre puniche) quando cadde sotto l'occupazione romana.
A cominciare dal tempo di Plauto, la struttura fonologica del latino classico subì un cambiamento, che avrebbe prodotto infine il latino volgare, la lingua parlata comune dell'Impero romano occidentale. Questa seconda forma differiva fortemente dalla sua corrispondente classica riguardo alla fonologia; e fu l'antenata delle lingue romanze, compreso il francese antico. Alcune parole galliche influenzarono il latino volgare e, attraverso questo, altre lingue romanze. Per esempio, il latino classico equus fu sostituito nella parlata comune dal latino volgare caballus ‘ronzino’, preso in prestito dal gallico *caballos ‘cavallo da soma’ (cf. bretone kefel, gallese ceffyl), dando il francese cheval, il catalano cavall, l'occitano caval, l'italiano cavallo, il portoghese cavalo, lo spagnolo caballo e il rumeno cal.

#### Antico francone
L'antico francone ebbe una vasta influenza sul vocabolario del francese antico dopo la conquista, da parte della tribù germanica dei Franchi, delle porzioni della Gallia romana che costituiscono ora la Francia ed il Belgio durante le invasioni barbariche del V e VI secolo. Il nome français è derivato dal nome di questa tribù. Numerosi altri popoli germanici, inclusi i Burgundi e i Visigoti, erano attivi nel territorio a quel tempo; le lingue germaniche parlate dai Franchi, dai Burgundi e da altri non erano lingue scritte, e a questa distanza è spesso difficile identificare da quale specifica fonte è derivata una determinata parola germanica in francese. I filologi come Pope (1934) ritengono che forse il quindici per cento del vocabolario del francese moderno derivi da fonti germaniche, incluso un gran numero di parole comuni come bosc, bois ‘bosco’ (< *busk; cf. olandese bos), guarder, warder ‘guardare’ (< *wardōn ‘stare in guardia’; cf. medio olandese waerden) e hache ‘ascia’ (< *hāppia; cf. olandese heep, hiep ‘roncola’). È stato suggerito che anche il passé composé e altri tempi verbali composti usati nella coniugazione francese sono il risultato di influenze germaniche.
Altre parole germaniche nell'antico francese apparvero in conseguenza di insediamenti normanni in Normandia durante il X secolo. Gli abitanti di quegli insediamenti parlavano il norreno; e la loro presenza fu legittimata e resa permanente nel 911 sotto Rollone di Normandia. Alcuni termini marinari, segnatamente i quattro punti cardinali, furono presi in prestito anche dall'antico inglese attraverso i Normanni.

### Primi esempi scritti del francese antico

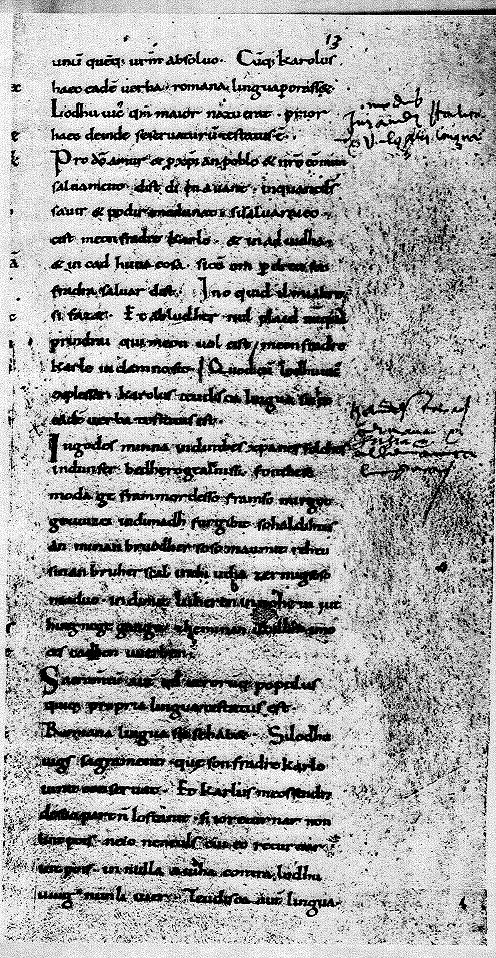
Sacramenta argentariae (Giuramento di Strasburgo)

Sebbene i più antichi documenti che si dicono scritti in francese dopo il Glossario di Reichenau (VIII sec.) e le Glosse di Kassel (IX sec.) siano quelli dei Giuramenti di Strasburgo (trattati e atti costitutivi firmati da re Carlo il Calvo nell'842), è probabile che questo testo rappresenti una più antica lingua d'oïl o gallo-romanza, uno stadio di transizione tra il latino volgare ed il primo romanzo:
(Giuramento di Ludovico, Giuramenti di Strasburgo, 842)
La casa reale dei Capetingi, fondata da Ugo Capeto nel 987, inaugurò lo sviluppo della moderna cultura francese, che lentamente ma saldamente affermò il suo ascendente sulle aree più meridionali dell'Aquitania e di Tolosa. La lingua d'oïl dei Capetingi, la precorritrice del moderno francese standard, tuttavia, cominciò a divenire l'idioma comune dell'intera nazione di Francia solo dopo la Rivoluzione francese.
Un altro esempio di un primo testo in lingua d'oïl o gallo-romanza è la Sequenza di Sant'Eulalia, che è probabilmente molto più vicina alla lingua parlata del tempo rispetto ai Giuramenti di Strasburgo (basato su lingue diverse). Peraltro, è difficile ricostruire precisamente come questi testi antico-francesi ancora esistenti fossero pronunciati.

## Riepilogo fonologico
L'antico francese stava costantemente cambiando ed evolvendo. Tuttavia, è utile a volte considerare una forma "standard" della lingua nello stato in cui era intorno alla fine del XII secolo (come attestato in una grande quantità di scritti per lo più poetici). Il sistema fonologico può essere sintetizzato come segue:

### Consonanti
|               | Bilabiale | Labio- dentale | Dentale/ Alveolare | Postalveolare/ palatale | Velare | Glottidale | Labiovelare |
| ------------- | --------- | -------------- | ------------------ | ----------------------- | ------ | ---------- | ----------- |
| Nasale        | m         |                | n                  | ɲ                       |        |            |             |
| Occlusiva     | p b       |                | t d                |                         | k ɡ    |            |             |
| Fricativa     |           | f v            | s z                |                         |        | h          |             |
| Affricata     |           |                | t͡s d͡z              | t͡ʃ d͡ʒ                   |        |            |             |
| Laterale      |           |                | l                  |                         | ʎ      |            |             |
| Vibrante      |           |                | r                  |                         |        |            |             |
| Approssimante |           |                |                    | ɥ j                     |        |            | w           |

### Vocali
|            |            | Anteriore | Centrale | Posteriore |
| ---------- | ---------- | --------- | -------- | ---------- |
| Chiusa     | orale      | i y       |          | u          |
| Chiusa     | nasale     | ĩ ỹ       |          |            |
| Semichiusa | orale      | e         | ə        |            |
| Semichiusa | nasale     | ẽ         | ə        | õ          |
| Semiaperta | Semiaperta | ɛ         |          | ɔ          |
| Aperta     | orale      | a         |          |            |
| Aperta     | nasale     | ã         |          |            |

#### Dittonghi e trittonghi
Tutti questi sono scomparsi nel francese moderno.
|        | IPA                                                               | Esempio               | Significato           |
|        | d i s c e n d e n t e                                             | d i s c e n d e n t e | d i s c e n d e n t e |
| ------ | ----------------------------------------------------------------- | --------------------- | --------------------- |
| Orale  | /aw/                                                              | chevaus               | cavallo               |
| Orale  | /ɔj/                                                              | toit                  | tetto                 |
| Orale  | /ɔw/                                                              | coup                  | colpo                 |
| Orale  | /ew/ ~ /øw/                                                       | neveu                 | nipote                |
| Orale  | /iw/ ~ /iɥ/                                                       | tieulle, tiule        | tegola                |
| Nasale | /ẽj/                                                              | plein                 | pieno                 |
| Nasale | /õj/                                                              | loinz                 | lungi                 |
|        | a s c e n d e n t e                                               |                       |                       |
| Orale  | /je/                                                              | pié                   | piede                 |
| Orale  | /ɥi/                                                              | fruit                 | frutto                |
| Orale  | /we/ ~ /wø/                                                       | cuer                  | cuore                 |
| Nasale | /jẽ/                                                              | bien                  | bene                  |
| Nasale | /wẽ/                                                              | juignet               | luglio                |
| Nasale | /ɥĩ/                                                              | cuens                 | conte                 |
|        | t r i t t o n g h i l'accento cade sempre sulla vocale intermedia |                       |                       |
| Orale  | /e̯aw/                                                             | beaus                 | bello                 |
| Orale  | /jew/                                                             | Dieu                  | Dio                   |
| Orale  | /wew/                                                             | jueu                  | ebreo                 |

- Notare che le vocali nasali non erano pure, cioè la consonante nasale seguente veniva ancora pronunciata. (Es. bien = /bjẽn/.)

## Sostantivi
L'antico francese mantenne un sistema di declinazione con due casi, un caso retto ed un caso obliquo, più a lungo di altre lingue romanze (ad es. spagnolo ed italiano). Le distinzioni dei casi, almeno nel genere maschile, erano marcate sia sull'articolo determinativo che sul sostantivo stesso. Così, il sostantivo maschile li veisins ‘il vicino’ (latino vicīnus /wɪˈkiːnʊs/ > proto-romanzo *vecínos /veˈʦinos/ > fr. ant. veisins /vejˈzĩns/ > fr. mod. voisin /vwazɛ̃/) era declinato nel modo seguente:
|           |         | latino                   | latino volgare  | francese antico |
| --------- | ------- | ------------------------ | --------------- | --------------- |
| singolare | retto   | ille vīcīnus nominativo  | (il)le vicīnos  | li veisins      |
| singolare | obliquo | illum vīcīnum accusativo | (il)lo vicīno   | le veisin       |
| plurale   | retto   | illī vīcīnī              | (il)lī vicīni   | li veisin       |
| plurale   | obliquo | illōs vīcīnōs            | (il)los vicīnos | les veisins     |

Nell'antico francese posteriore, queste distinzioni divennero moribonde. Quando le distinzioni erano abbastanza marcate, talvolta sopravvivevano entrambe le forme, con una differenza lessicale: tanto †sendra (retto, latino senior) quanto seignor (obliquo, latino seniōrem) sopravvivevano nel vocabolario del francese posteriore come modi diversi di riferirsi ad un signore feudale. Come nella maggior parte della altre lingue romanze, fu la forma del caso obliquo che di solito sopravvisse per diventare la forma del francese moderno: l'enfant ‘il bambino’ rappresenta il vecchio accusativo; il caso retto fr. ant. era li enfes. Ma alcuni sostantivi francesi moderni perpetuano il vecchio retto; il francese moderno sœur ‘sorella’ (fr. ant. suer), rappresenta il nominativo latino sóror; la forma fr. ant. obliqua seror, dall'accusativo latino sorōrem, non sopravvive più. Anche molti nomi personali preservano il retto, come indicato dalla loro finale -s, quali Charles, Georges, Gilles, Jacques e Jules.
Come in spagnolo ed in italiano, il genere neutro fu eliminato, e i vecchi sostantivi neutri divennero maschili. Alcuni neutri plurali latini furono però rianalizzati come femminili singolari; ad esempio, il latino gaudium era usato più ampiamente nella forma plurale gaudia, che nel latino volgare fu interpretata come un singolare, e condusse infine al francese moderno joie ‘gioia’ (femminile singolare).
I sostantivi erano articolati nelle seguenti declinazioni:
- Classe I (femminile, senza marcatura dei casi): la fame, la fame, les fames, les fames ‘donna’
- Classe II (maschile): li veisins, le veisin, li veisin, les veisins ‘vicino’; li sergenz, le sergent, li sergent, les sergenz ‘servo’
- Class Ia (femminile ibrida): la riens, la rien, les riens, les riens ‘cosa’; la citéz, la cité, les citéz, les citéz ‘città’
- Classe IIa (maschile ibrida): li pere, le pere, li pere, les peres ‘padre’
- Classe IIIa (maschile): li chantere, le chanteor, li chanteor, les chanteors ‘cantante’
- Classe IIIb (maschile): li ber, le baron, li baron, les barons ‘barone’
- Classe IIIc (femminile): la none, la nonain, les nonains, les nonains ‘suora’
- Classe IIId (forme isolate, irregolari): la suer, la seror, les serors, les serors ‘sorella’; li enfes, l'enfant, li enfant, les enfanz ‘bambino’; li prestre, le prevoire, li prevoire, les prevoires ‘prete’; li sire, le sieur, li sieur, les sieurs ‘signore’; li cuens, le conte, li conte, les contes ‘conte’

La classe I è derivata dalla prima declinazione latina. La classe II a sua volta deriva dalla seconda declinazione latina. La classe Ia viene per lo più da sostantivi femminili della terza declinazione in latino. La classe IIa generalmente proviene da sostantivi della seconda declinazione terminanti in -er e da sostantivi maschili della terza declinazione; da notare che in entrambi i casi il nominativo singolare latino non terminava in -s, e questo si è preservato nell'antico francese.
I sostantivi della classe III mostrano una forma separata nel retto singolare che non ricorre in alcuna della altre forme. I sostantivi della IIIa terminavano in -ÁTOR, -ATÓREM in latino, e conservano lo spostamento di accento; i sostantivi della IIIb parimenti avevano uno spostamento di accento da -O a -ÓNEM. I sostantivi della IIIc sono una creazione del francese antico e non hanno un chiaro antecedente latino. I sostantivi della IIId rappresentano vari tipi di sostantivi latini della terza declinazione con spostamento di accento o maschile singolare irregolare (sóror, sorórem; ínfans, infántem; présbyter, presbýterem; séiior, seiiórem; cómes, cómitem).

### sostantivi plurali in -x
Varie parole del francese moderno terminano in -x al plurale, come deux (due), chevaux (cavalli), cheveux (capelli). Tale lettera x viene pronunciata solo in caso di liaison con un suono [z]. L'utilizzo della x al plurale deriva da una abbreviazione tipica dei manoscritti medievali. Nel francese antico si trova spesso la lettera x utilizzata come segno d'abbreviazione per la sequenza di lettere "-us" alla fine di una parola e dopo una vocale. Per esempio, la scrittura "chevax" (plurale obliquo di cavalli) nel manoscritto va pronunciata in francese antico come /tʃəvaus/. L'abitudine di denotare con "-x" il suono "-us" è andata perduta, tuttavia alcune parole frequenti che avevano un plurale obliquo in -us abbreviato in -x hanno conservato la -x per denotare il plurale.
|            | singolare                                    | plurale                                        |
| ---------- | -------------------------------------------- | ---------------------------------------------- |
| nominativo | li chevals / li chevax (pronunciato chevaus) | li cheval                                      |
| obliquo    | le cheval                                    | les chevals / les chevax (pronunciato chevaus) |

la parola del francese moderno cheval, plur: chevaux, come la maggior parte delle parole deriva dal caso obliquo.

## Verbi
Il verbo nell'antico francese era assai meno distinto dal resto del protoromanzo di quanto fosse il sostantivo. Partecipava della perdita della forma passiva e della riduzione dei futuri latini del tipo amābō ‘amerò’ al protoromanzo *amāre ajo (lett. ‘devo amare’), che divenne amerai in antico francese.
Il latino aveva certi verbi ad accento variabile basato sul sistema di accentazione latina, che dipendeva dalla lunghezza vocalica. Così, la forma con rizotonia ámō ‘amo’, in cui l'accento tonico cadeva sulla radice del tema, cambiava nella forma con rizoatonia amāmus ‘amiamo’, in cui l'accento si ritrasse sulla vocale tematica. Poiché la tonicità latina influenzava le vocali dell'antico francese, questo spostamento tonico creò in antico francese molti verbi forti con dittongo mobile o cambio vocalico. La forma rizotonica ámō produsse aim, mentre quella rizoatona amāmus produsse amons. Ci sono almeno 11 tipi di alternanze; esempi di questi vari tipi sono aim, amons; achat ‘compro’, achetons ‘compriamo’; adois ‘tocco’, adesons ‘tocchiamo’; mein ‘conduco’, menons ‘conduciamo’; achief, achevons; conchi ‘espello’, concheons ‘espelliamo’; pris ‘apprezzo’, proisons ‘apprezziamo’; demeur ‘dimoro’, demourons ‘dimoriamo’; muer ‘muoio’, mourons ‘moriamo’; apui ‘appoggio’, apoions ‘appoggiamo’. Nel francese moderno quasi tutti questi verbi sono stati livellati, generalmente con la forma rizoatona che predomina (ma il moderno aimer/nous aimons è un'eccezione). Rimangono tuttavia alcune alternanze, in quelli che sono ora noti come verbi irregolari, quali je tiens, nous tenons o je meurs, nous mourons.
In generale, i verbi del francese antico mostrano molta meno riformazione analogica che in francese moderno. La prima persona singolare del francese antico aim, ad esempio, viene direttamente dal latino amō, mentre il moderno aime ha una -e analogica aggiunta. Le forme del congiuntivo aim ‘io ami’, ains ‘tu ami’, aint ‘lui/lei ami’ sono preservazioni dirette del latino amem, amēs, amet, mentre le forme moderne j'aime, tu aimes, il aime sono state completamente riformate sulla base di verbi nelle altre coniugazione. Anche il passato remoto mostra un'estesa riformazione e semplificazione nel francese moderno in confronto al francese antico.
Il piuccheperfetto latino era preservato nel primissimo antico francese come un tempo passato con un valore simile a un preterito o ad un imperfetto. Ad es. (Sequenza di Sant'Eulalia, 878 d.C.) avret < habuerat ‘aveva avuto’, voldret < voluerat ‘aveva voluto’ (anche l'antico occitano preservava questo tempo, con un valore condizionale).

### Esempio di verbo regolare in-er
| Indicativo | Indicativo     | Indicativo | Indicativo     | Congiuntivo  | Congiuntivo | Condizionale             | Imperativo       |        |
| Presente   | Passato remoto | Imperfetto | Futuro         | Presente     | Imperfetto  | Presente                 | Presente         |        |
| ---------- | -------------- | ---------- | -------------- | ------------ | ----------- | ------------------------ | ---------------- | ------ |
| je         | dur            | durai      | duroie         | durerai      | dur         | durasse                  | dureroie         |        |
| tu         | dures          | duras      | durois         | dureras      | durs        | durasses                 | durerois         | dure   |
| il         | dure           | dura       | duroit         | durera       | durt        | durast                   | dureroit         |        |
| nous       | durons         | durames    | duriiens/-ïons | durerons     | durons      | durissons/-issiens       | dureriions/-ïons | durons |
| vous       | durez          | durastes   | duriiez        | dureroiz/-ez | durez       | durissoiz/-issez/-issiez | dureriiez/-ïez   | durez  |
| ils        | durent         | durerent   | duroient       | dureront     | durent      | durassent                | dureroient       |        |

Forme non finite:
- Infinito: durer
- Participio presente: durant
- Participio passato: duré

Verbo ausiliare: avoir

### Esempio di verbo regolare in-ir
| Indicativo | Indicativo     | Indicativo | Indicativo  | Congiuntivo   | Congiuntivo | Condizionale        | Imperativo |           |
| Presente   | Passato remoto | Imperfetto | Futuro      | Presente      | Imperfetto  | Presente            | Presente   |           |
| ---------- | -------------- | ---------- | ----------- | ------------- | ----------- | ------------------- | ---------- | --------- |
| je         | fenis          | feni       | fenissoie   | fenirai       | fenisse     | fenisse             | feniroie   |           |
| tu         | fenis          | fenis      | fenissoies  | feniras       | fenisses    | fenisses            | fenirois   | fenis     |
| il         | fenist         | feni(t)    | fenissoit   | fenira        | fenisse(t)  | fenist              | feniroit   |           |
| nous       | fenissons      | fenimes    | fenissiiens | fenirons      | fenissons   | feniss-ons/-iens    | feniriiens | fenissons |
| vous       | fenissez       | fenistes   | fenissiiez  | fenir-oiz/-ez | fenissez    | feniss-oiz/-ez/-iez | feniriiez  | fenissez  |
| ils        | fenissent      | fenirent   | fenissoient | feniront      | fenissent   | fenissent           | feniroient |           |

Forme non finite:
- Infinito: fenir
- Participio presente: fenissant
- Participio passato: feni(t)

Verbo ausiliare: avoir

### Esempio di verbo regolare in-re
| Indicativo | Indicativo     | Indicativo | Indicativo | Congiuntivo  | Congiuntivo | Condizionale        | Imperativo |        |
| Presente   | Passato remoto | Imperfetto | Futuro     | Presente     | Imperfetto  | Presente            | Presente   |        |
| ---------- | -------------- | ---------- | ---------- | ------------ | ----------- | ------------------- | ---------- | ------ |
| je         | cor            | corui      | coroie     | corrai       | core        | corusse             | corroie    |        |
| tu         | cors           | corus      | coroies    | corras       | cores       | corusses            | corroies   | cor    |
| il         | cort           | coru(t)    | coroit     | corra        | core(t)     | corust              | corroit    |        |
| nous       | corons         | corumes    | coriiens   | corrons      | corons      | coruss-ons/-iens    | corriiens  | corons |
| vous       | corez          | corustes   | coriiez    | corr-oiz/-ez | corez       | coruss-oiz/-ez/-iez | corriiez   | corez  |
| ils        | corent         | corurent   | coroient   | corront      | corent      | corussent           | corroient  |        |

Forme non finite:
- Infinito: corre
- Participio presente: corant
- Participio passato: coru(t)

Verbo ausiliare: estre

### Esempi dei verbi ausiliari

#### Avoir (avere)
| Indicativo | Indicativo         | Indicativo | Indicativo   | Congiuntivo | Congiuntivo | Condizionale           | Imperativo     |       |
| Presente   | Passato remoto     | Imperfetto | Futuro       | Presente    | Imperfetto  | Presente               | Presente       |       |
| ---------- | ------------------ | ---------- | ------------ | ----------- | ----------- | ---------------------- | -------------- | ----- |
| je         | ai                 | eus        | avoie        | aurai       | ai          | eusse                  | auroie         |       |
| tu         | ais (più tardi as) | eus        | avois        | auras       | ais         | eusses                 | aurois         | ave   |
| il         | ai (più tardi a)   | eut        | avoit        | aura        | ai          | eusst                  | auroit         |       |
| nous       | avons              | eumes      | aviens/-ïons | aurons      | aions       | eussons/-issiens       | auravons/-ïons | avons |
| vous       | avez               | eustes     | aviez        | auroiz/-ez  | aiez        | eussoiz/-issez/-issiez | auravez/-ïez   | avez  |
| ils        | ont                | eurent     | avoient      | auront      | ont         | eussent                | auroient       |       |

Forme non finite:
- Infinito: avoir (più anticamente aveir)
- Participio presente: aiant
- Participio passato: eut

Verbo ausiliare: avoir

#### Estre (essere)
| Indicativo | Indicativo     | Indicativo | Indicativo                          | Congiuntivo               | Congiuntivo                       | Condizionale      | Imperativo                                 |                                    |
| Presente   | Passato remoto | Imperfetto | Futuro                              | Presente                  | Imperfetto                        | Presente          | Presente                                   |                                    |
| ---------- | -------------- | ---------- | ----------------------------------- | ------------------------- | --------------------------------- | ----------------- | ------------------------------------------ | ---------------------------------- |
| je         | sui            | fui        | (i)ere; esteie > estoie             | (i)er; serai; estrai      | seie > soie                       | fusse             | soi                                        | sereie > seroie; estreie > estroie |
| tu         | es, ies        | fus        | (i)eres ; esteies > estoies         | (i)ers; seras; estras     | seies > soies                     | fusses            | sereies > seroies; estreies > estroies     | seies > soies                      |
| il         | est            | fu(t)      | (i)ere(t), (i)ert ; esteit > estoit | (i)ert; sera(t); estra(t) | seit > soit                       | fust              | sereit > seroit; estreit > estroit         |                                    |
| nous       | somes, esmes   | fumes      | eriiens, erions ; estiiens, estions | (i)ermes; serons; estrons | seiiens, seions > soiiens, soions | fuss-ons/-iens    | seriiens, serions; estriiens, estrions     | seiiens > soiiens, seions > soions |
| vous       | estes          | fustes     | eriiez ; estiiez                    | --; sere(i)z; estre(i)z   | seiiez > soiiez                   | fuss-eiz/-ez/-iez | seriiez; estriiez                          | seiiez > soiiez                    |
| ils        | sont           | furent     | (i)erent ; esteient > estoient      | (i)erent; seront; estront | seient > soient                   | fussent           | sereient > seroient; estreient > estroient |                                    |

Forme non finite:
- Infinito: estre
- Participio presente: estant
- Participio passato: esté(t)

Verbo ausiliare: avoir (?)

## Dialetti
Dal momento che il francese antico non consisteva di un unico modello, varianti amministrative in competizione tra loro erano propagate dalle corti e dalle cancellerie provinciali.
Il francese di Parigi era uno di numerosi modelli, che includevano:
- il borgognone della Borgogna, allora un ducato indipendente la cui capitale era a Digione;
- il piccardo della Piccardia, le cui principali città erano Calais e Lilla. Si diceva che la lingua piccarda iniziava alla porta est della Cattedrale di Notre-Dame a Parigi, tanto vasta era la sua influenza;
- l'antico normanno, parlato nella Normandia, le cui principali città erano Caen e Rouen. La conquista normanna dell'Inghilterra portò molti aristocratici di lingua normanna nelle Isole Britanniche. La maggior parte delle più antiche parole normanne (talora chiamate "francesi") nella lingua inglese riflettono l'influenza di questa variante della lingua d'oïl che divenne un canale per l'introduzione nel regno anglo-normanno, come anche il controllo anglo-normanno dell'Angiò e della Guascogna e di altri possedimenti continentali. La lingua anglo-normanna rifletteva una cultura condivisa su entrambi i lati della Manica. Alla fine, questa lingua declinò e cadde, diventando il cosiddetto francese legale, un gergo parlato dagli avvocati che era usato nel diritto inglese fino al regno di Carlo II. Il normanno, tuttavia, sopravvive ancora in Normandia e nelle Isole del Canale come lingua regionale;
- il vallone, concentrato intorno a Namur nell'odierna Vallonia;
- il gallo della Bretagna, la lingua romanza del Ducato di Bretagna.

### Lingue derivate
Questa lingua d'oïl è l'antenata di parecchie lingue parlate oggi, che comprendono:
- borgognone
- champenois
- francoconteese
- francese
  - francese acadiano
  - francese belga
  - francese cajun
  - francese metropolitano (Francia metropolitana)
  - francese del Québec
  - francese svizzero
- gallo
- lorenese
- normanno
  - guernesiais
  - jèrriais
- piccardo
- poitevin
- saintongeais
- vallone